# Cyclaspis thomsoni
Cyclaspis thomsoni är en kräftdjursart som beskrevs av William Thomas Calman 1907. Cyclaspis thomsoni ingår i släktet Cyclaspis och familjen Bodotriidae. Inga underarter finns listade i Catalogue of Life.